# بينتو أنطونيو غونسالفيس
بينتو أنطونيو غونسالفيس (بالبرتغالية: Bento António Gonçalves‏) هو نقابي برتغالي، ولد في 2 مارس 1902 في Montalegre ‏ في البرتغال، وتوفي في 11 سبتمبر 1942 في Tarrafal concentration camp ‏ في الرأس الأخضر.